# Touch Your Woman
Touch Your Woman è il nono album in studio della cantante statunitense Dolly Parton, pubblicato il 6 marzo 1972 dalla RCA Records.

## Tracce
Tutte le tracce sono composte da Dolly Parton tranne dove indicato.
1. Will He Be Waiting
2. The Greatest Days of All
3. Touch Your Woman
4. A Lot of You Left In Me
5. Second Best
6. A Little At a Time
7. Love Is Only As Strong (As Your Weakest Moment) (Bill Owens)
8. Love Isn't Free
9. Mission Chapel Memories (Parton, Porter Wagoner)
10. Loneliness Found Me (Wagoner)